# Désignation des travailleurs par couleur de col
 (août 2023).

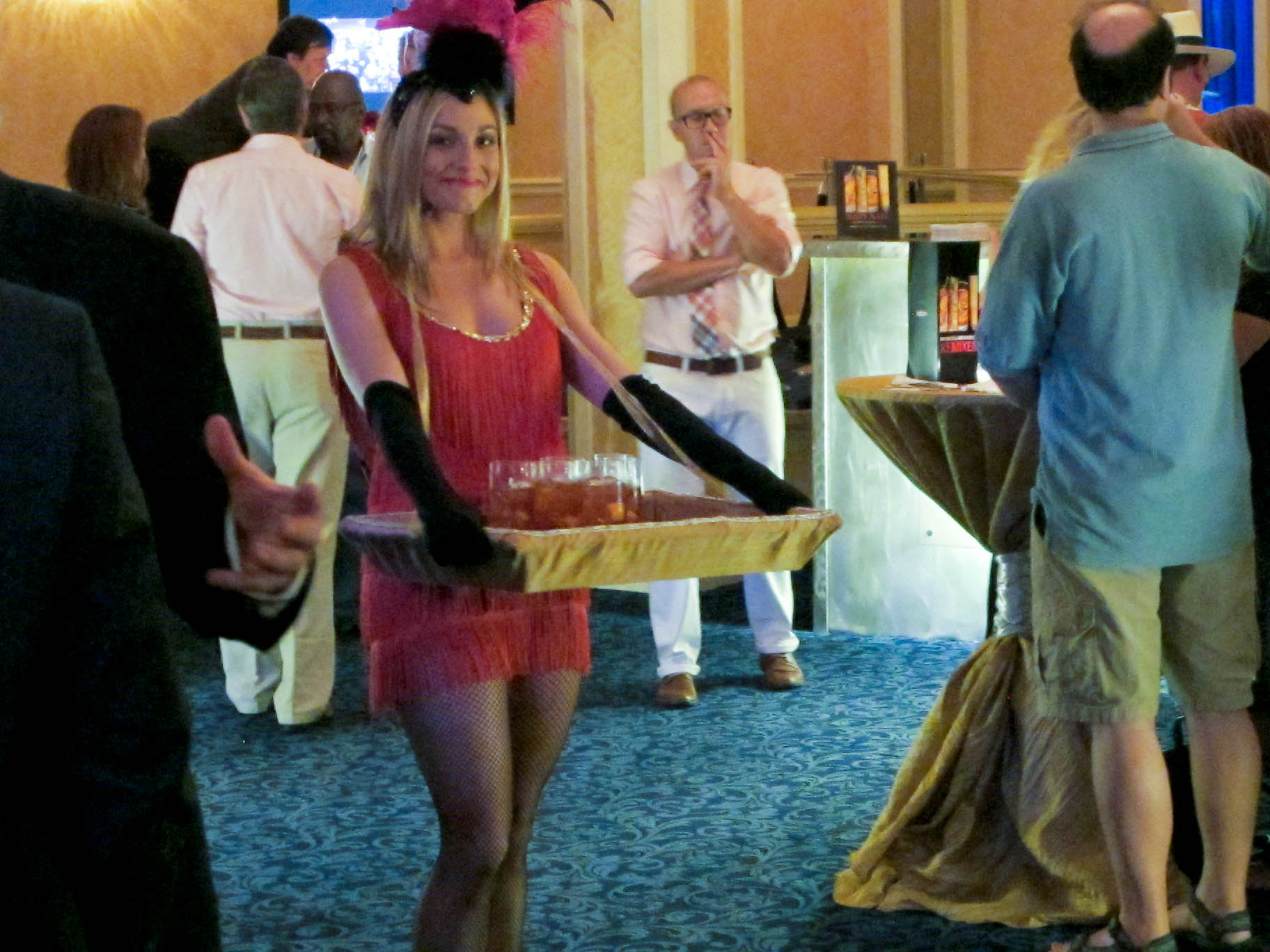
Une serveuse.

La désignation des travailleurs par couleur de col est une habitude du domaine de la communication reposant sur une partition des professions sur la base des uniformes et vêtements qui les représentent de manière traditionnelle, et particulièrement sur leur couleur.

## Principe
La couleur du col est un ensemble de termes désignant des groupes de travailleurs en fonction de la couleur de leur col porté au travail. Ceux-ci peuvent généralement refléter la profession d'une personne au sein d'une classe, ou parfois son sexe ; à la fin du XXe et au XXIe siècle, ceux-ci sont généralement métaphoriques et ne constituent pas une description des vêtements portés quotidiennement.
Diverses autres descriptions de « cols » existent, bien qu'aucune n'ait reçu une utilisation aussi large en anglais américain que la distinction traditionnelle col blanc/col bleu.

## Col blanc

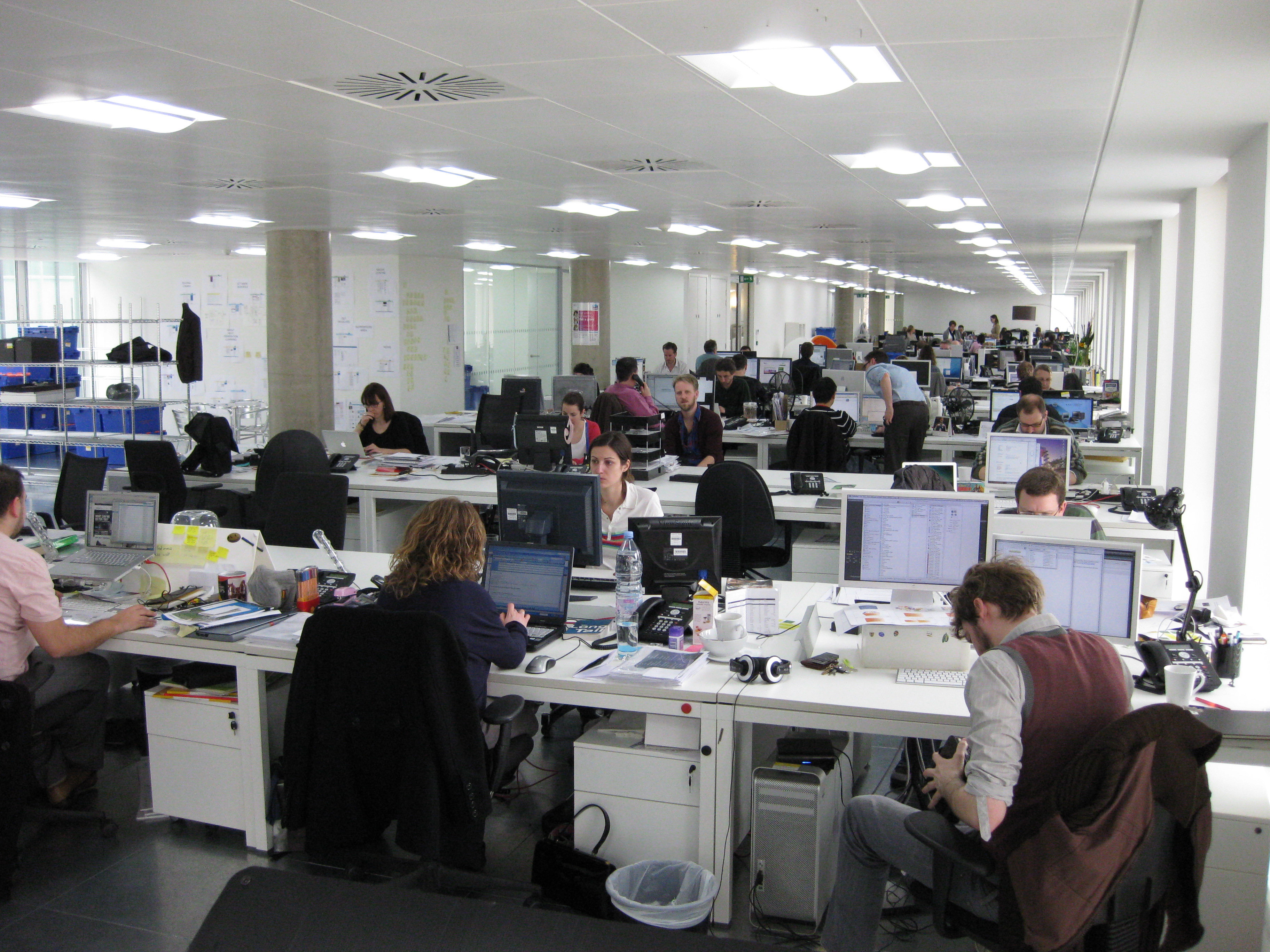
Employés de bureau

Le terme « col blanc » est inventé dans les années 1930 par Upton Sinclair, un écrivain américain qui faisait référence à ce mot en relation avec les fonctions de bureau, administratives et de gestion au cours des années 1930. Un col blanc est un professionnel salarié, qui fait référence aux employés de bureau et à la direction.

## Col bleu

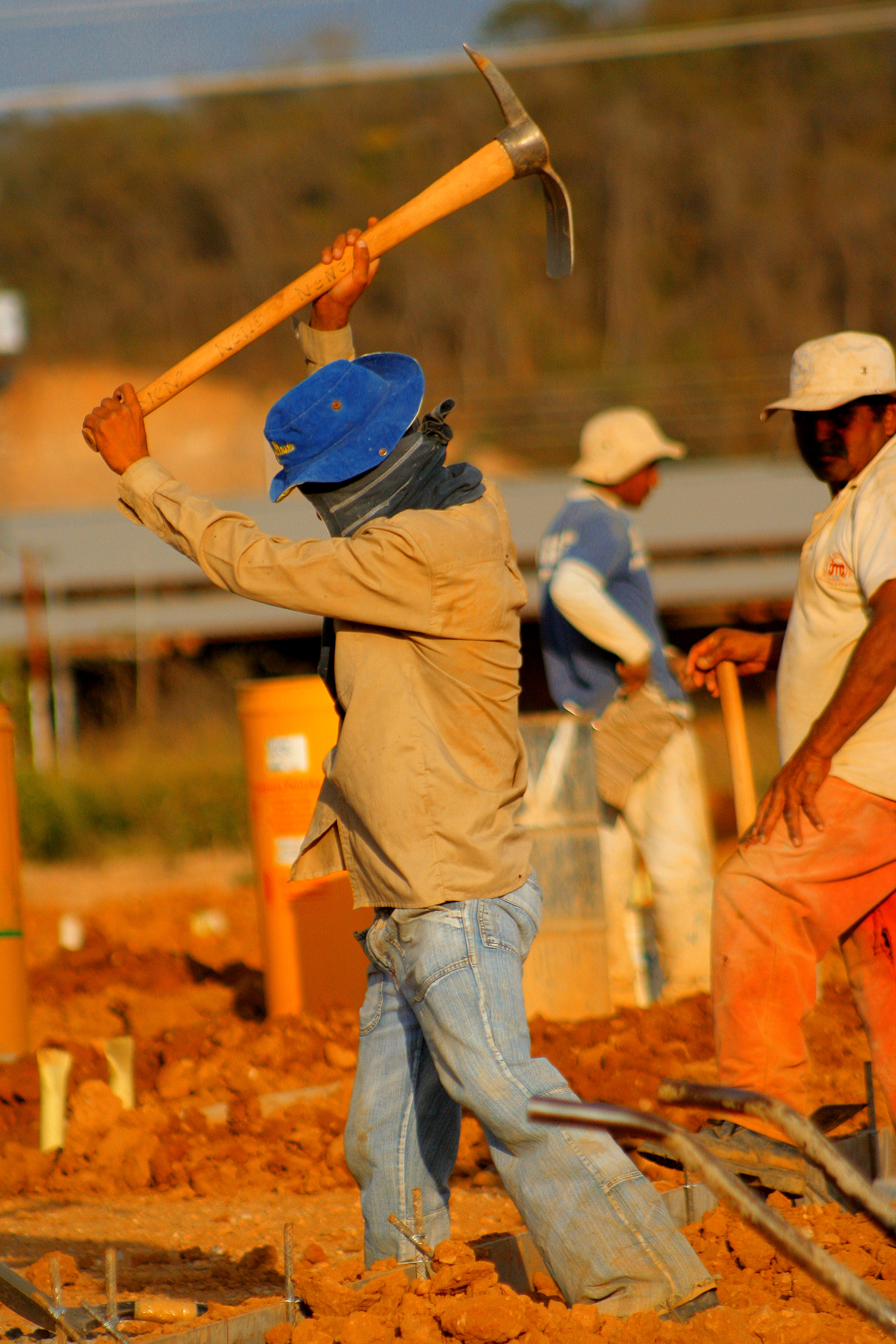
Un ouvrier manuel au travail au Venezuela

Un col bleu est un membre de la Classe ouvrière, qui effectue un travail manuel, et gagne un salaire horaire ou est payé comptant pour la quantité de travail effectué. Ce terme a été utilisé pour la première fois en 1924.

## Col rose
Un col rose est également un membre de la classe ouvrière qui travaille dans le secteur des services. Il occupe des postes tels que serveur, commis de vente au détail, vendeur, certains personnels d'assistance non agréés et de nombreux autres postes impliquant des relations avec le public. Le terme est inventé à la fin des années 1970 pour décrire les emplois généralement occupés par des femmes ; au XXIe siècle, le sens change pour englober l'ensemble des emplois de service,,.

## Autres classements
Il existe un certain nombre d'autres termes utilisés moins fréquemment ou qui sont traduits en anglais à partir d'un usage courant dans d'autres langues. Ces catégories comprennent :
- Col rouge – Employé du gouvernement de tous types[9]. En Chine, il désigne également les responsables du Parti communiste dans les entreprises privées[10],
- Col orange – Travailleurs pénitentiaires, du nom des combinaisons orange couramment portées par les détenus[11],
- Col vert – Désigne généralement le personnel militaire, mais peut également désigner les travailleurs exerçant des professions liées à l'environnement et aux énergies renouvelables,
- Col écarlate – Travailleurs de l’industrie du sexe[9],
- Col noir – Ouvrier travaillant dans des industries dans lesquelles les travailleurs deviennent généralement sales, comme les mines ou les forages pétroliers.